# Francesca Halsall
Francesca Halsall, née le 12 avril 1990 à Southport, est une nageuse britannique spécialisée en nage libre et papillon.

## Biographie
En 2006, elle participe aux Jeux du Commonwealth à Melbourne, où elle est la plus jeune membre de l'équipe britannique. Elle remporte deux médailles d'argent grâce aux relais 4 × 100 m nage libre et 4 × 100 m quatre nages. Puis elle prend part aux Championnats d'Europe de natation 2006, décrochant la médaille d'or avec le relais 4 × 100 m quatre nages. 
En 2008, elle participe aux Championnats du monde de natation en petit bassin, où elle récolte quatre médailles : l'argent au 100 m nage libre et le bronze au 50 m nage libre, au relais 4 × 100 m nage libre et au relais 4 × 100 m quatre nages.  
Aux Jeux olympiques de 2008 à Pékin, elle s'aligne au 100 m papillon, au 50 m nage libre, au 100 m nage libre, au relais 4 × 100 m nage libre, au relais 4 × 200 m nage libre et au relais 4 × 100 m quatre nages. Elle atteint la finale du 100 m nage libre mais termine à la huitième et dernière place.
Lors des Championnats du monde de natation 2009 à Rome, elle s'empare de la médaille d'argent sur le 100 m nage libre. Un an plus tard, elle décroche la médaille d'or sur cette même distance lors des Championnats d'Europe de natation de 2010 à Budapest.

## Palmarès

### Championnats du monde

#### Grand bassin
- Championnats du monde de 2009 à Rome (Italie) :
  -  Médaille d'argent du 100 m nage libre

- Championnats du monde de 2013 à Barcelone (Espagne) :
  -  Médaille de bronze du 50 m nage libre

- Championnats du monde de 2015 à Kazan (Russie) :
  -  Médaille d'or du relais 4 × 100 m quatre nages mixte

#### Petit bassin
- Championnats du monde en petit bassin de 2008 à Manchester (Royaume-Uni) :
  -  Médaille d'argent du 100 m nage libre
  -  Médaille de bronze du 50 m nage libre
  -  Médaille de bronze au titre du relais 4 × 100 m nage libre
  -  Médaille de bronze au titre du relais 4 × 100 m quatre nages

- Championnats du monde en petit bassin de 2012 à Istanbul (Turquie) :
  -  Médaille d'argent du 50 m nage libre

- Championnats du monde en petit bassin de 2014 à Doha (Qatar) :
  -  Médaille d'argent du relais 4 × 50 m 4 nages mixte

### Championnats d'Europe
- Championnats d'Europe de 2006 à Budapest (Hongrie)
  -  Médaille d'or au titre du relais 4 × 100 m quatre nages

- Championnats d'Europe de 2008 à Eindhoven (Pays-Bas)
  -  Médaille d'or au titre du relais 4 × 100 m quatre nages

- Championnats d'Europe de 2010 à Budapest (Hongrie)
  -  Médaille d'or du 100 m nage libre
  -  Médaille d'or au titre du relais 4 × 100 m quatre nages
  -  Médaille d'argent du 100 m papillon
  -  Médaille d'argent au titre du relais 4 × 100 m nage libre
  -  Médaille de bronze du 50 m nage libre

- Championnats d'Europe de 2014 à Berlin (Allemagne)
  -  Médaille d'or du 50 m nage libre
  -  Médaille d'or du 50 m dos
  -  Médaille d'or au titre du relais 4 × 100 m quatre nages mixte
  -  Médaille de bronze du 50 m papillon

- Championnats d'Europe de 2016 à Londres (Royaume-Uni)
  -  Médaille d'or du 50 m dos
  -  Médaille d'or au titre du relais 4 × 100 m quatre nages
  -  Médaille d'or au titre du relais 4 × 100 m quatre nages mixte
  -  Médaille d'argent du 50 m nage libre
  -  Médaille de bronze du 50 m papillon